# Metric Conversion Act
Der Metric Conversion Act ist ein Gesetz des US-Kongresses, das mit der Unterschrift des US-Präsidenten Gerald Ford am 23. Dezember 1975 in Kraft gesetzt wurde.

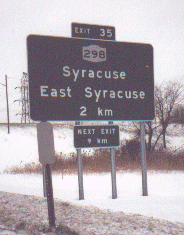
Metrische Angaben auf einem Straßenschild

Nach dem Willen des Gesetzgebers soll das metrische System das bevorzugte System der Gewichte und Maßeinheiten in Handel und Wirtschaft der Vereinigten Staaten (“the preferred system of weights and measures for United States trade and commerce”) werden. Ausdrücklich gestattet wurde jedoch das weitere Verwenden von in den Vereinigten Staaten üblichen Maß- und Gewichtseinheiten (“voluntary conversion to the metric system”). Große exportorientierte Unternehmen wie General Motors, Ford, IBM oder Caterpillar waren zwar unter den ersten, die zum metrischen System übergingen, allerdings verhielten sich die meisten Unternehmen und Bürger einer Modernisierung gegenüber reserviert.
Das Gesetz schuf das „United States Metric Board“. In ihm waren sowohl Vertreter aus Wissenschaft, Technik und Erziehungseinrichtungen als auch aus bundesstaatlichen und örtlichen Verwaltungen tätig. Seine Aufgabe sollte es sein, Maßnahmen zu planen und zu koordinieren, um die Amerikaner an das metrische System zu gewöhnen. Das Gremium bestand kurzzeitig von 1978 bis 30. September 1982. US-Präsident Ronald Reagan löste aus Spargründen die Institution auf. Das National Institute of Standards and Technology ist nunmehr beauftragt, die dem Gremium zugewiesenen Aufgaben weiterzuverfolgen.